# Лондондерри (графство)
Лондондерри или Дерри (англ. Londonderry, Derry; ирл. Doire) — историческое графство и округ на севере Ирландии. Входит в состав провинции Ольстер на территории Северной Ирландии. Административный центр и крупнейший город — Лондондерри. Население 247 132 человека (данные 2011 г.; 3-е место среди графств Северной Ирландии).
Популярная туристическая достопримечательность Лондондерри — Храм Массенден.

## География
Площадь территории — 2075 км² (4-е место).

## Политика
Жители Северной Ирландии, придерживающиеся республиканских взглядов, именуют город и графство исключительно вторым названием — Дерри, считая первое символом британской оккупации.